# Mayaimi
Els mayaimi (també maymi i maimi) fou un grup d'amerindis de Florida que vivien als voltants del Llac Okeechobee (a l'àrea de la cultura Belle Glade) a Florida des del principi de l'Era Comuna fins al segle xvii o XVIII. El grup va prendre el seu nom del llac, que llavors es deia mayaimi, que significa "gran aigua" en l'idioma de les tribus mayaimi, calusa i tequesta. L'origen de la llengua no s'ha determinat, ja que es van registrar els significats de només deu paraules abans de la seva extinció. L'actual nom d'Okeechobee per al llac es deriva de la paraula hitchiti que vol dir "gran aigua". Els mayaimis no tenen cap relació lingüística o cultural amb els miamis de la Regió dels Grans Llacs. Miami, Florida rep el nom pel riu Miami (Florida), el nom del qual deriva del llac Mayaimi.
El mayaimis construïren monticles de terra cerimonials i viles al voltant del Llac Okeechobee similars a les de la cultura del Mississipi i anteriors constructors de monticles. Fort Center fou l'àrea ocupada pels mayaimis en temps històrics. Cavaren molts canals com altres moviments de terra, per utilitzar com a vies per a les canoes. Les canoes eren de tipus plataforma amb extrems en forma de pala, semblants a les utilitzades a Amèrica Central i les Antilles, en lloc de les canoes d'extrem punxegut utilitzats per altres pobles del sud-est dels Estats Units.
Hernando de Escalante Fontaneda, que va viure amb les tribus del sud de la Florida durant disset anys al segle xvi, va dir que els mayaimis vivien en moltes ciutats de trenta o quaranta habitants cadascuna, i que hi havia molts més llocs on només hi vivien un poques persones. La caça i la pesca del Llac Okeechobee proporcionava la major part dels aliments dels mayaimis. Van utilitzar el corral de pesca, menjaven baix, anguiles, cues d'al·ligàtor del Mississipi, opòssum de Virgínia, tortugues i serps, i processaven Coontie per fer farina. En la temporada d'aigües altes vivien en els seus monticles i menjaven només peix.
A principis del segle xviii els invasors de la província de Carolina envairen repetidament el territori, cremaren llogarets, i capturaren o matareb membres de totes les tribus de la Florida fins a l'extrem sud de la península de Florida. Van vendre els captius com a esclaus, destinats als mercats de Boston a Barbados. En 1710 un grup de 280 refugiats de Florida que incloïa el cacic de 'Maimi' van arribar a Cuba. En 1738 els maymi tenien un "fort" a la costa sud de Cae Canaveral. En 1743 els missioners espanyols enviats a la badia de Biscayne van informar que un grapat de mayaimis (que anomenaren Maimies o Maymíes) formaven part d'un grup d'unes 100 persones, que també incloïen santaluzos i mayaques, i que encara vivia quatre dies al nord del riu Miami. Es considera que els supervivents foren evacuats a Cuba quan Espanya va cedir Florida a l'Imperi Britànic en 1763.
Es coneixen diversos jaciments arqueològics a la zona ocupada pels mayaimi, incloent Fort Center,  Belle Glade, Big Mound City, el complex Boynton Mounds, i Tony's Mound.